# تشارلز جي. جيلمان
تشارلز جي. جيلمان هو محامي وسياسي أمريكي، ولد في 26 فبراير 1824 في إيكستر في الولايات المتحدة، وتوفي في 5 فبراير 1901 في برونزويك في الولايات المتحدة. نشط حزبياً في الحزب الجمهوري. وقد انتخب عضو مجلس نواب مين ‏ وانتخب عضو مجلس النواب الأمريكي ‏.